# Schwetschkea enervis
Schwetschkea enervis är en bladmossart som beskrevs av Kyuichi Sakurai 1935. Schwetschkea enervis ingår i släktet Schwetschkea och familjen Leskeaceae. Inga underarter finns listade i Catalogue of Life.